# Páros szabad program szinkronúszás a 2009-es úszó-világbajnokságon
A szinkronúszás páros szabad programot a 2009-es úszó-világbajnokságon július 23-án és 24-én rendezték meg. Előbb a selejtezőt, másnap a döntőt.

## Érmesek
| Arany                                               | Ezüst                                          | Bronz                                |
| Oroszország · Natalja Iscsenko · Szvetlana Romasina | Spanyolország · Andrea Fuentes · Gemma Mengual | Kína · Jiang Tingting · Jiang Wenwen |

## Eredmény
| Helyezés  | Versenyzők                                | Nemzetiség | Selejtező | Selejtező | Döntő     | Döntő    |
| Helyezés  | Versenyzők                                | Nemzetiség | Pont      | helyezés  | Pont      | Helyezés |
| --------- | ----------------------------------------- | ---------- | --------- | --------- | --------- | -------- |
| Aranyérem | Natalja Iscsenko Szvetlana Romasina       | RUS        | 99.000    | 1         | 98.833    | 1        |
| Ezüstérem | Andrea Fuentes Gemma Mengual              | ESP        | 97.833    | 2         | 98.333    | 2        |
| Bronzérem | Jiang Tingting Jiang Wenwen               | CHN        | 96.666    | 3         | 97.000    | 3        |
| 4         | Marie-Pier Boudreau Gagnon Chloé Isaac    | CAN        | 95.333    | 4         | 95.833    | 4        |
| 5         | Beatrice Adelizzi Giulia Lapi             | ITA        | 94.667    | 5         | 95.334    | 5        |
| 6         | Yukiko Inui Mariko Sakai                  | JPN        | 94.500    | 6         | 94.000    | 6        |
| 7         | Darina Jusko Kszenyija Szidorenko         | UKR        | 93.500    | 7         | 93.000    | 7        |
| 8         | Apolline Dreyfuss Lila Meessemann-Bakir   | FRA        | 92.000    | 8         | 92.000    | 8        |
| 9         | Natalia Anthopoulou Despoina Solomou      | GRE        | 90.834    | 9         | 91.333    | 9        |
| 10        | Olivia Allison Jenna Randall              | GBR        | 89.833    | 10        | 90.667    | 10       |
| 11        | Nayara Figueira Lara Teixeira             | BRA        | 89.000    | 11        | 89.500    | 11       |
| 12        | Kim Yong Mi Wang Ok Gyong                 | PRK        | 88.167    | 12        | 88.500    | 12       |
| 13        | Sona Bernardova Alžběta Dufková           | CZE        | 88.167    | 12        | 86.834    | 13       |
| 16.5      | H09.5                                     |            |           |           | 00:55.635 | O        |
| 14        | Park Hyunha Park Hyunsun                  | KOR        | 87.666    | 14        |           |          |
| 15        | Mariana Cifuentes Evelyn Guajardo         | MEX        | 86.000    | 15        |           |          |
| 16        | Arna Toktagan Amina Jermahanova           | KAZ        | 85.000    | 16        |           |          |
| 17        | Sarah Amrein Stephanie Jost               | SUI        | 84.500    | 17        |           |          |
| 17        | Nadine Brandl Elisabeth Mahn              | AUT        | 84.500    | 17        |           |          |
| 19        | Anastaszija Mazgo Darja Navaszelszkaja    | BLR        | 83.833    | 19        |           |          |
| 20        | Ester Levy Viktoria Yarmolinskaya         | ISR        | 83.333    | 20        |           |          |
| 21        | Reem Abd Elazem Shaza El-Sayed            | EGY        | 80.333    | 21        |           |          |
| 22        | Anna Soto Mary Soto                       | VEN        | 80.000    | 22        |           |          |
| 22        | Wiebke Jeske Edith Zeppenfeld             | GER        | 80.000    | 22        |           |          |
| 24        | Margareta Jakovac Carmen Pacadi           | CRO        | 79.666    | 24        |           |          |
| 25        | Győri Júlia Kiss Júlia                    | HUN        | 78.333    | 25        |           |          |
| 26        | Valentina Popova Anastasiya Ruzmetova     | UZB        | 77.000    | 26        |           |          |
| 26        | Jelena Radkova Kalina Jordanova           | BUL        | 77.000    | 26        |           |          |
| 28        | Etel Sanchez Sofia Sanchez                | ARG        | 76.833    | 28        |           |          |
| 29        | Rodriguez Gonzales Darlys Lores Rodriguez | CUB        | 75.000    | 29        |           |          |
| 30        | Cristina Nicolini Elena Tini              | SMR        | 74.333    | 30        |           |          |
| 31        | Jodie Ng En Pei Zhang Hui                 | SIN        | 71.500    | 31        |           |          |
| 32        | Arsyi Sabihisma Tri Eka Sandiri           | INA        | 69.500    | 32        |           |          |
| 33        | Cheong Ka Ieng Lok Ka Man                 | MAC        | 68.500    | 33        |           |          |
| 34        | Lilit Davidyan Margarita Ghazaryan        | ARM        | 56.333    | 34        |           |          |